# Paraplexippus sexsignatus
Paraplexippus sexsignatus là một loài nhện trong họ Salticidae.
Loài này thuộc chi Paraplexippus. Paraplexippus sexsignatus được Pelegrin Franganillo-Balboa miêu tả năm 1930.